# Ernö Olah
Ernö Olah (* 11. Juni 1948 in Budapest, Ungarn) ist ein ungarischer Geiger.

## Leben
Sein Vater Laszló Olah war Violinist am ungarischen Staatsorchester. Ernő Olah begann auf Grund seiner Begabung mit vierzehn Jahren am Béla-Bartók-Konservatorium in Budapest das Studium der klassischen Violine. 1962 wurde sein Vater Mitglied im Residentie Orkest in Den Haag. Ernő Olah brach das Studium ab, um mit seiner Familie nach Holland umzusiedeln. 1965 setzte er das Studium am Konservatorium in Den Haag fort. Während seiner Studienjahre spielte er in mehreren Orchestern.
1970 berief das klassisch besetzte niederländische Rundfunk-Tanzorchester Metropole Orkest Ernö Olah zum Konzertmeister. 1972 wurde er außerdem Konzertmeister des Malando Tango Orkest. 1977 gründete er zusätzlich sein Salon-Ensemble Trocadero, mit dem er vor allem klassische Musik spielt. Ernö Olah machte Tourneen durch Europa und Japan und war mit dem Metropole Orkest Gast des North Sea Jazz Festivals und des Holland Festivals. Er arbeitete als Studiomusiker für die Beach Boys, Stéphane Grappelli, Julio Iglesias, Peter Maffay und Peter Peuker. 2004 nahm er nach 33 Jahren Abschied vom Metropole Orkest. Er ist Konzertmeister des Malando Tango Orkest und Leiter seines Salon-Ensembles Trocadero.